# Аям (головной убор)
Аям (кор. 아얌) — корейский зимний головной убор, который, преимущественно, носили женщины во времена династии Чосон (1392—1910). Его также называют агом, что буквально переводится с корейского как «покрывающий лоб». Существует историческая запись, в которой упоминается, что чиновники низшего класса исо (이서, 吏胥) носили аям в ранний период династии Чосон, что говорит о том, что аям могли надевать как мужчины, так и женщины. Однако, неизвестно, был ли аям в том же виде, что и в поздний период династии Чосон. В поздний период династии Чосон аям обычно носили простолюдинки. Особенно, в западной части Кореи, где его носили кисэн (артистки развлекательного жанра) как простой головной убор.

## Описание
Аям обычно состоит из мобу (모부 — корона) и тырим (드림), который имеет форму тэнги (댕기), большой ленты. Верхние 4-5 см мобу хорошо стёганы, вертикальная линия передней части короче, чем задняя. Передняя часть нижнего края более изогнута, чем задняя. Кроме того, вертикальные линии передней и заднее частей немного округлены, так что, когда надевают аям, он хорошо сидит на голове. Чёрный или пурпурный шёлк используется для верхней стёганой части внешней ткани, в то время как чёрный или тёмно-коричневый мех используется для остального мобу. Внутри используется красная хлопчатобумажная ткань фланель.
Кисточка прикреплена наверху в центре с обеих сторон: передней и задней и преимущественно красного цвета, а нитки с бусинками соединены с обеих сторон. Однако, кисточки некоторых аямов, которые носили кисэн, с обеих сторон были украшены большими и роскошными драгоценными камнями, такими как жад, янтарь, опермент.
Существует два типа тырим, которые висят на задней стороне аяма. Первый тип сделан из двух слоёв ткани 9-10 см в ширину, которые слегка связаны друг с другом. Второй тип сделан из одного слоя ткани 18-20 см в ширину со складкой в центре. Центральная линия тырим украшена жадом, янтарём и другими драгоценными камнями, а её длина больше 100 см. Аям, который носят весной и осенью имеет ту же форму, что и зимний, но сделан из более лёгкого шёлка.